# Глічарув-Гурни
Глічарув-Гурни (пол. Gliczarów Górny) — село в Польщі, у гміні Білий Дунаєць Татранського повіту Малопольського воєводства.
Населення — 573 особи (2011).
У 1975-1998 роках село належало до Новосондецького воєводства.

## Демографія
Демографічна структура станом на 31 березня 2011 року:
|          | Загалом | Допрацездатний вік | Працездатний вік | Постпрацездатний вік |
| -------- | ------- | ------------------ | ---------------- | -------------------- |
| Чоловіки | 271     | 61                 | 184              | 26                   |
| Жінки    | 302     | 64                 | 180              | 58                   |
| Разом    | 573     | 125                | 364              | 84                   |